# Hrdina Kazachstánu
Hrdina Kazachstánu (kazašsky: Халық қаһарманы) je čestný titul Kazachstánské republiky a spolu s Řádem zlatého orla patří k nejvyšším státním vyznamenáním. Založeno bylo v roce 1993 Nursultanem Nazarbajevem, který se 20. března 2019 sám stal Hrdinou Kazachstánu.

## Historie
Vyznamenání bylo založeno prezidentem Kazachstánu Nursultanem Nazarbajevem prezidentským dekretem č. 2069-XII ze dne 21. prosince 1993 a vychází ze sovětského vzoru. Poprvé byl udělen 23. května 1994 ministrovi obrany Sagadatovi Nurmagambetovi.
Dne 12. prosince 1995 byl přijat nový zákon č. 2676 O státních cenách Republiky Kazachstán, kterým byl předchozí zákon zrušen. Nejvyšším řádem se vedle Hrdiny Kazachstánu stal také Řád zlatého orla. Oceněným titulem Lidový hrdina byla nadále udílena i Zlatá hvězda lidového hrdiny a Řád vlasti.
V roce 1999 byl upraven vzhled vyznamenání.

## Pravidla udílení
Dle zákona ze dne 12. prosince 1995 č. 2676 O státních vyznamenáních republiky Kazachstán je řád udílen občanům Kazachstánu i cizím státním příslušníkům, kteří vykonali mimořádnou službu pro republiku nebo za příkladné vojenské či civilní činy provedené ve jménu nezávislosti a svobody. Oceněným je zároveň uděleno i zvláštní vyznamenání Zlatá hvězda (kazašsky: Алтын жулдыз) a Řád vlasti (kazašsky: Орден Отан). Vyznamenaní jsou také osvobozeni od daně z nemovitosti a dalších závazků. Uděleno může být i posmrtně.

## Insignie

### Vzor 1993–1998
Řádový odznak má podobu zlaté sedmicípé hvězdy symbolizující sílu a moudrost. Stuha má tvar trojúhelníku symbolizujícího neměnnost a věčnost, potvrzující víru ve vítězství, v budoucnost prostřednictvím jednoty minulosti a současnosti. Barva stuhy odpovídá státní vlajce Kazachstánu.

### Vzor od roku 1999
Řádový odznak má tvar sedmicípé zlacené hvězdy. Mezi jednotlivými cípy jsou umístěny zirkony. Zadní strana je konkávní s výrazným reliéfem na ramenech hvězdy a s plochou střední částí s nápisem Халық Қаһарманы. Stuha je na kovové destičce ve tvaru pětiúhelníku. Původní vzor medaile nesl výrazné prvky sovětského vzoru a lišil se jak vzhledem stuhy tak nepřítomností zirkonů.

Stuha je z moaré azurově modré barvy.

Vzor užívaný do roku 1998
Vzor užívaný od roku 1999